# Província de Massa i Carrara
La província de Massa i Carrara és una província que forma part de la regió de Toscana dins Itàlia. La seva capital és Massa.
És la més septentrional de la regió. Limita a l'oest amb Ligúria (província de La Spezia), al nord amb la regió d'Emília-Romanya (província de Parma i la província de Reggio de l'Emília), al sud amb la província de Lucca, i a l'oest té vistes al mar de Ligúria.
Té una àrea de 1.154,68 km², i una població total de 197.068 hab. (2016). Hi ha 17 municipis a la província.